# Haolianghe (köpinghuvudort i Kina, Heilongjiang Sheng, lat 46,73, long 129,63)
Haolianghe (kinesiska: 浩良河, 浩良河镇) är en köpinghuvudort i Kina. Den ligger i provinsen Heilongjiang, i den nordöstra delen av landet, omkring 250 kilometer nordost om provinshuvudstaden Harbin. Antalet invånare är 15 639. Befolkningen består av 7 658 kvinnor och 7 981 män. Barn under 15 år utgör 9,0 %, vuxna 15-64 år 78 %, och äldre över 65 år 12,0 %.
Runt Haolianghe är det ganska tätbefolkat, med 78 invånare per kvadratkilometer. Närmaste större samhälle är Xianglan, 12,5 km sydost om Haolianghe. Trakten runt Haolianghe består till största delen av jordbruksmark.
Genomsnittlig årsnederbörd är 881 millimeter. Den regnigaste månaden är juli, med i genomsnitt 195 mm nederbörd, och den torraste är januari, med 6 mm nederbörd.